# Майо-Сава
Майо-Сава (фр. Mayo-Sava) — один из 6 департаментов Крайнесеверного региона Камеруна. Находится в западной части региона, занимая площадь в 2 736 км².
Административным центром департамента является город Мора (фр. Mora). Граничит с Нигерией на севере и западе, а также департаментами: Логоне и Шари (на востоке), Диамаре (на юге и юго-востоке) и  Майо-Цанага (на западе).

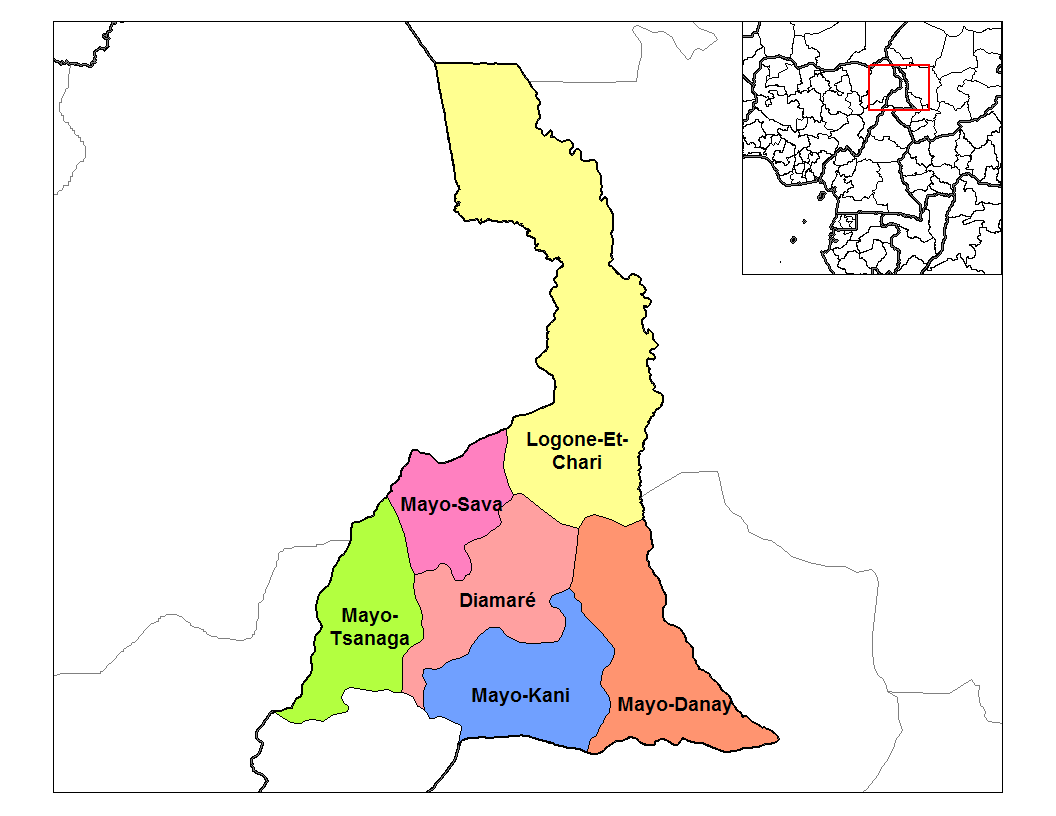
Департамент Майо-Сава на карте Крайнесеверного региона

## Административное деление
Департамент Майо-Сава подразделяется на 3 коммуны:
1. Колофата (фр. Kolofata)
2. Мора (фр. Mora)
3. Токомбере (фр. Tokombéré)